# Barrow Island Marine Park

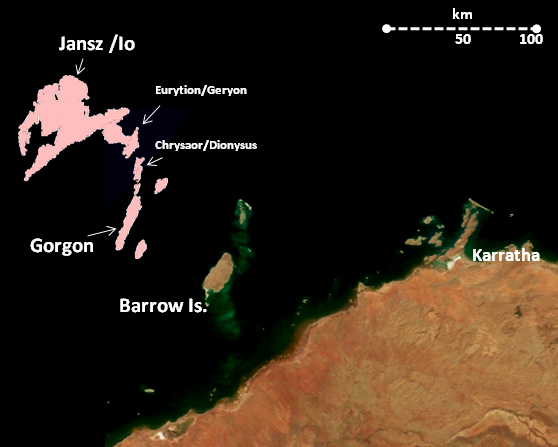
Gorgon-Gasfeld und Barrow-Insel

Der Barrow Island Marine Park, mit einer Größe von 4169 ha, liegt vor der Nordwestküste von Western Australia, etwa 1.600 km von Perth und etwa 100 km von der Stadt Dampier entfernt. Das Schutzgebiet befindet sich vor der Westküste der Barrow-Insel und ist nur über Schiffe oder Boote erreichbar.

## Bedeutung und Umgebung
Offshore im Park befindet sich in der Nähe eines der bedeutendsten Erdöl- und Erdgasgewinnungszone Australiens, das Gorgon-Gasfeld, und es ist zugleich eine der bedeutendsten Brut- und Niststätten von Meeresschildkröten.
Der Marinepark ist Teil eines zusammenhängenden großen Schutzgebiets mit dem Montebello Islands Marine Park mit einer Größe von 58.331 ha und Barrow Island Marine Management Area mit 114.693 ha.
Auf den daneben liegenden Montebello-Inseln fanden 1952 im Rahmen der Operation Hurricane die ersten britisch-australischen Atombombentests statt.

## Flora und Fauna
Im marinen Park halten sich neben der endemische Wallriffschildkröte, Suppenschildkröte, Echte Karettschildkröte und gelegentlich Unechte Karettschildkröte auf. Sieben Arten von Zahnwalen und drei Bartenwale wurden gezählt, auch Buckelwale halten sich dort zeitweise auf und ferner Dugongs. Es gibt 150 Arten von Steinkorallen im Meeresgebiet und 15 Vogelarten wurden festgestellt. In den Gewässern des Parks befinden sich auch bedeutende Korallenriffe mit tropischer Flora und zahlreichen kleinen Fischen.
An den Küsten des Schutzgebiets wachsen Mangrovenwälder, die sich mit Sandstränden abwechseln.

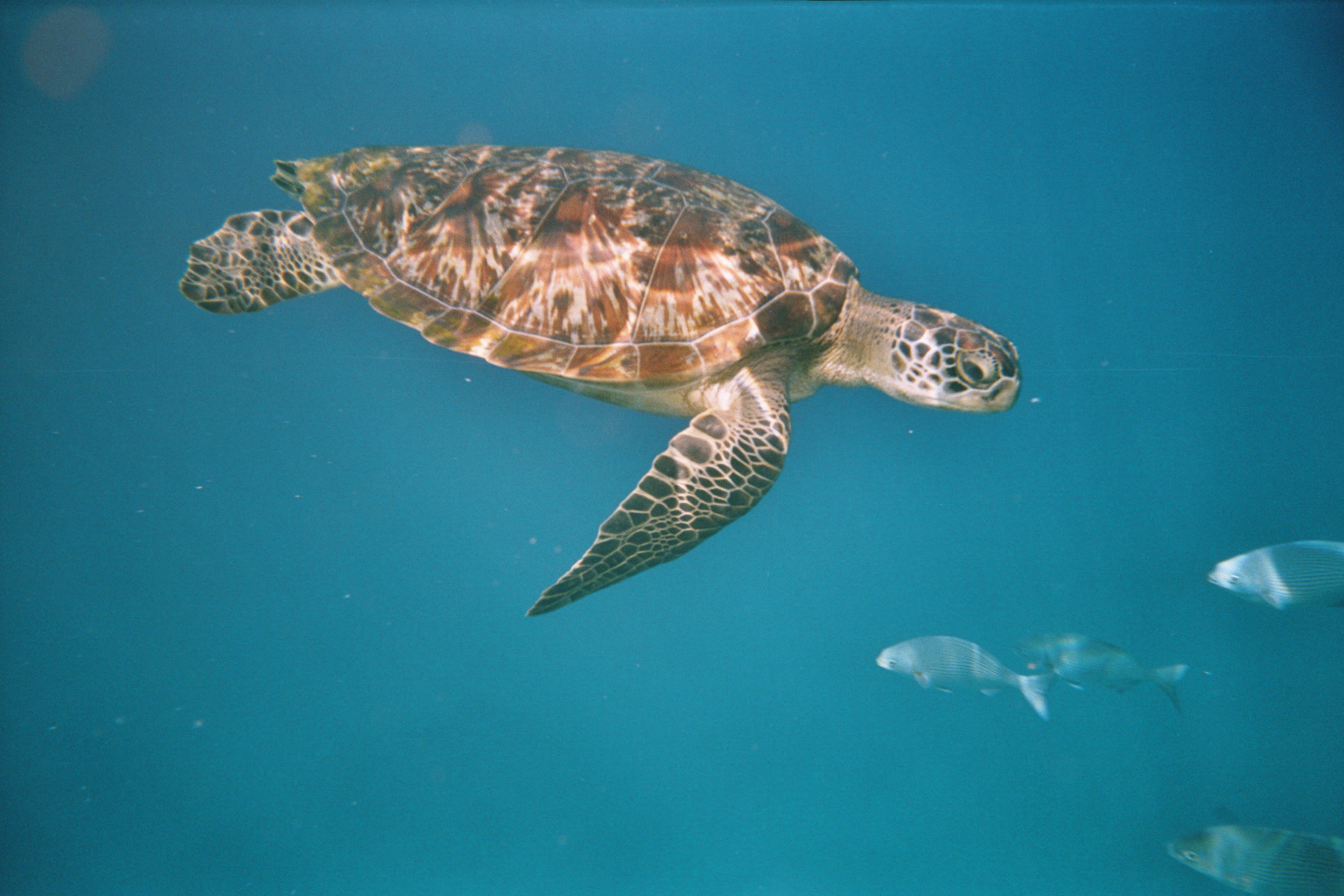
Suppenschildkröte
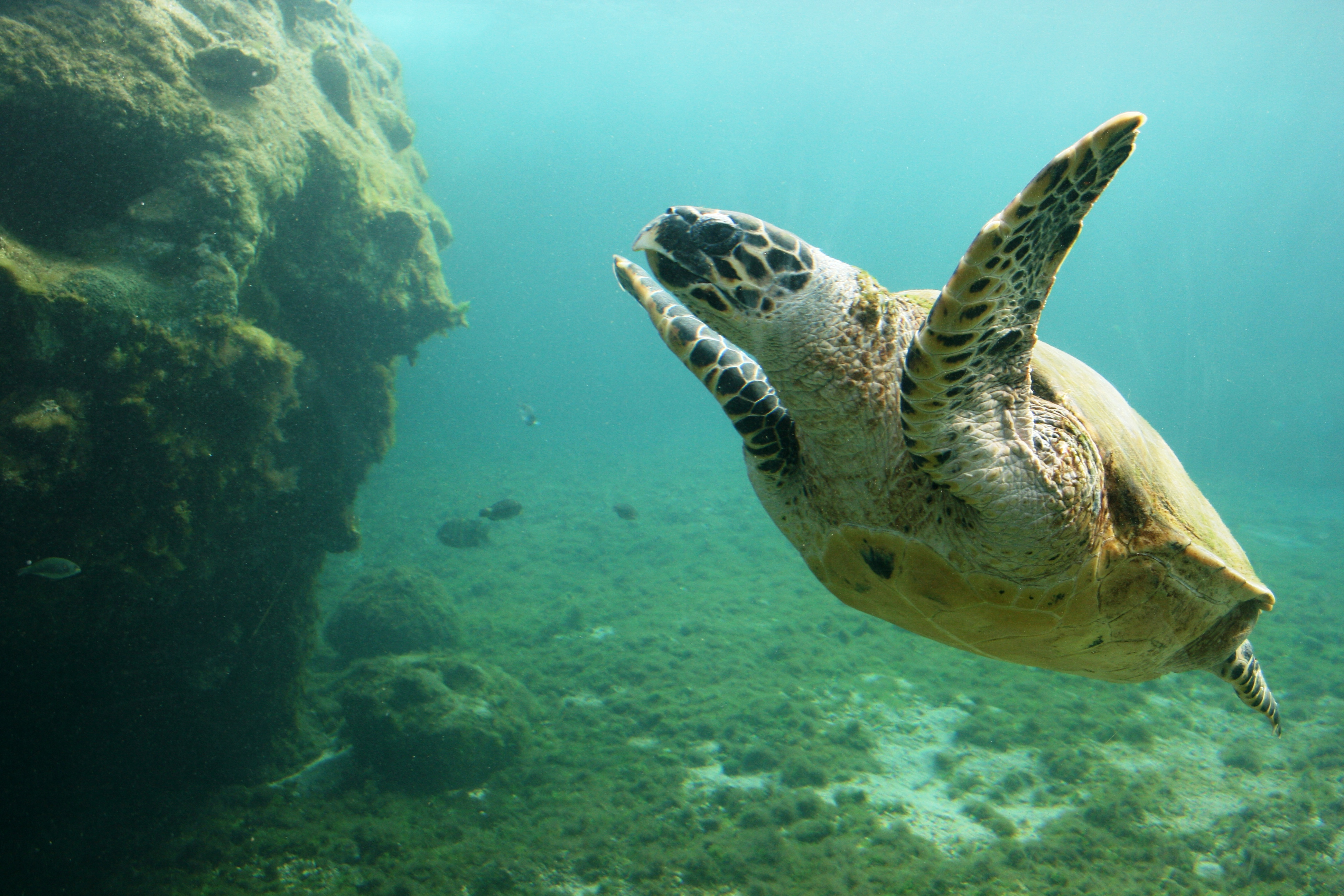
Echte Karettschildkröte
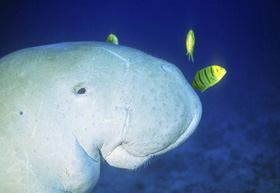
Dugong
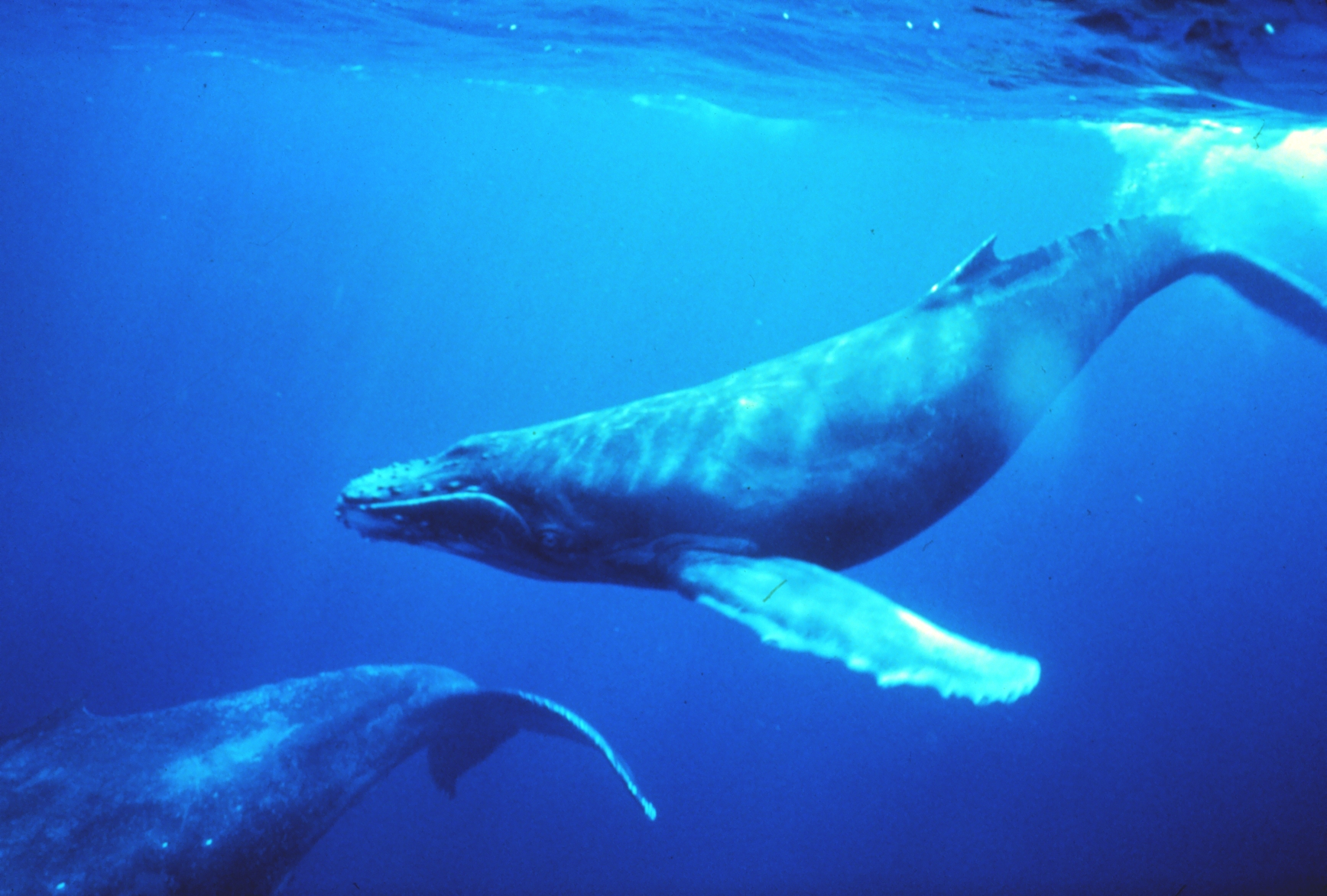
Buckelwal

## Wirtschaftliche Nutzung
Im Gebiet der Montebello-Inseln und der Barrow-Insel wurden im Jahr 2006 Erdgas und Erdöl im Wert von AUD 515 Millionen gefördert. Ansiedlungen von Muscheln zur Perlenzucht, die Pinctada maxima, befinden sich in dem Schutzgebiet, die nach Japan, USA, Hongkong und Europa exportiert werden. Ferner wird Fischfang, Krabben- und Schildkrötenfang betrieben und der Tourismus spielt mit Tauchen, Schnorcheln, Wildbeobachtung und Wassersport eine große Rolle.

## Sonstiges
Archäologische Spuren von Aborigines wurden an den Küsten dieses Marineparks bisher nicht gefunden.
Es gibt auf den Inseln keine baulichen Unterbringungsmöglichkeiten.